# Dymy nad Birkenau

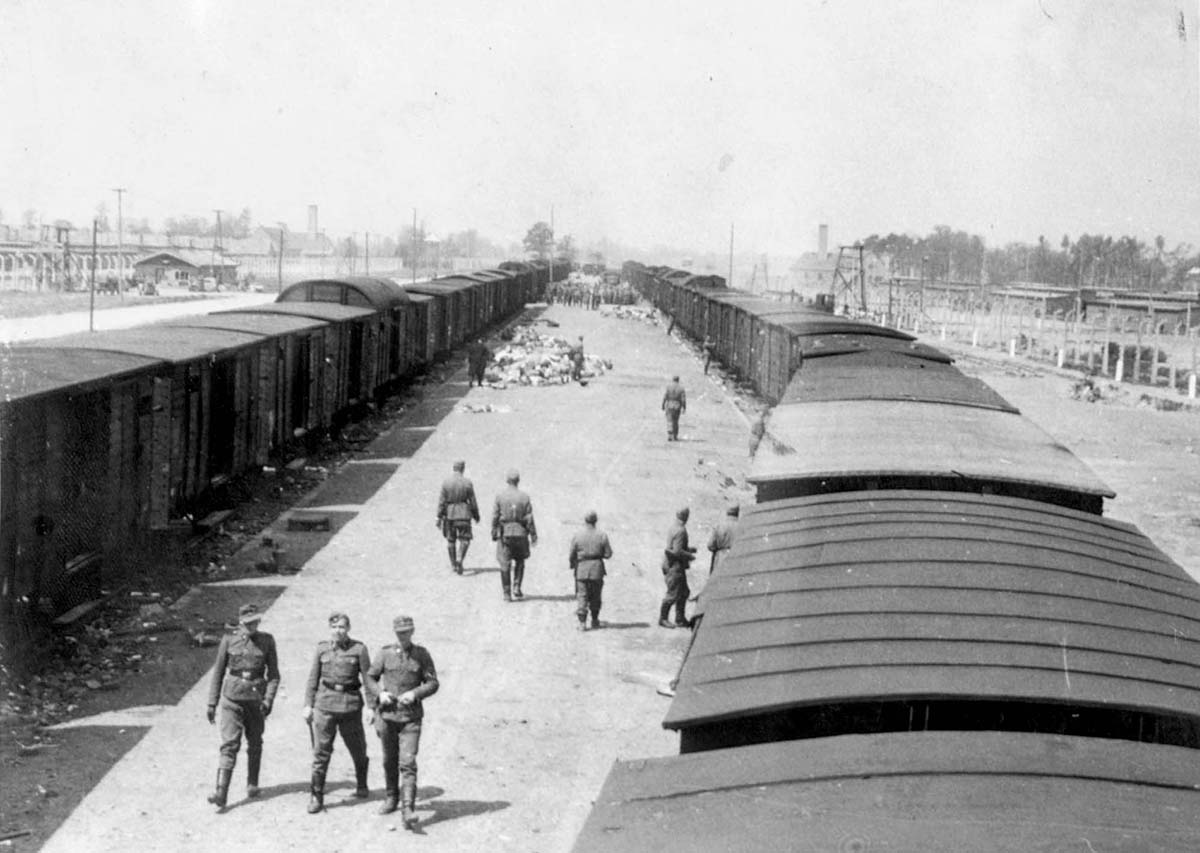
Rampa w Birkenau (1944)

Dymy nad Birkenau – autobiograficzna książka Seweryny Szmaglewskiej z 1945 (ukończona 18 lipca 1945).
Książka opisuje przeżycia autorki z okresu pobytu w obozie koncentracyjnym Auschwitz-Birkenau w latach 1942−1945. Ze względu na walory literackie i faktograficzne uznana została za wybitne osiągnięcie literatury obozowej. Przetłumaczona na języki: angielski, holenderski, czeski, rosyjski, chorwacki i mongolski.
Relacja autorki jest wyznaniem świadka, który przetrwał w nieludzkim świecie obozowym. Faktograficzna wartość Dymów nad Birkenau jest bardzo duża − autorka przedstawia codzienne życie oświęcimskie we wszystkich, najdrobniejszych przejawach. Jest to jednocześnie precyzyjnie przemyślana kompozycja literacka. Motywy autobiograficzne zostają subtelnie wplecione w sfabularyzowaną konstrukcję o cechach powieściowych. Zabiegi literackie mają przybliżyć czytelnikowi, który nie doświadczył „kamiennego świata”, rzeczywistość niewyobrażalną, niemożliwą do zrozumienia. 
W lutym 1946 roku, Międzynarodowy Trybunał Wojskowy w Norymberdze, dołączył książkę do materiału dowodowego w procesie przeciwko głównym zbrodniarzom III Rzeszy. W procesie tym zeznawała też sama autorka.